# Масинісса II
Масинісса II (*д/н — 46 до н. е.) — цар Західної Нумідії в 81—46 роках до н. е.

## Життєпис
Син Мастанабала II, царя Західної Нумідії. 81 року до н. е. спадкував трон. Через молодість та бідність володінь невдовзі опинився під впливом стрийка Гіємпсала II, царя Східної Нумідії. Зберігав союз з сином останнього — Юбою I.
49 році до н. е. обидва нумідійські царі вступили в союз з Гнеєм Помпеєм Магном, проти якого виступив Гай Юлій Цезар. 46 року до н. е. останній висадився в Африці. В цей час у володіння Масинісси II вдерся Публій Сіттій та мавретанський цар Бокх II. Вони швидко захопили столицю Цирту.
Брав участь у битві при Тапсі, де, можливо, загинув. В будь-якому разі про подальшу долю Масинісси нічого невідомо. Його син Арабіон втік до Помпеїв в Іспанії. Західну Нумідію було розділено між Бокхом II, який отримав західні землі, та Публієм Сітієм, що став пропретором Цирти.